# Anthopleura anneae
Anthopleura anneae är en havsanemonart som beskrevs av Oscar Henrik Carlgren 1940. Anthopleura anneae ingår i släktet Anthopleura och familjen Actiniidae. Inga underarter finns listade i Catalogue of Life.